# Michaella Russell
Michaella Gina Russell (Johannesburgo, 16 de abril de 1992) es una actriz sudafricana, reconocida por su papel como Charlie Holmes en la popular telenovela Isidingo.

## Biografía

### Primeros años
Russell nació el 16 de abril de 1992 en Johannesburgo, Sudáfrica. Su padre era un piloto de aviones de combate que sobrevivió a un accidente aéreo, pero quedó con una fractura de la columna vertebral y pérdida de memoria debido a daños cerebrales. Estudió una doble licenciatura en Neuropsicología y Economía, y entre los 15 y los 22 años sufrió de un trastorno alimentario.

### Carrera
Inició su carrera en el teatro local, logrando en la década de 2010 registrar apariciones en el cine y la televisión de su país. En 2013 se unió al reparto de la popular telenovela sudafricana Isidingo, donde interpretó el papel de apoyo Charlie Holmes. En 2016 se convirtió en presentadora del programa de televisión Funatix, y un año después protagonizó el largometraje estadounidense Next Assignment. En 2021 protagonizó el filme Echoes of Violence.

## Filmografía

### Cine
| Año  | Título                     | Papel     | Notas        |
| ---- | -------------------------- | --------- | ------------ |
| 2017 | Next Assignment: Project X | Jess      | Corto        |
| 2019 | Agent                      | Mila Dior | Serie de TV  |
| 2020 | It's Not You, It's Me      | Electra   | Largometraje |
| 2021 | Echoes of Violence         | Marakya   | Largometraje |
| 2021 | The Relay                  | Veronica  | Corto        |
| 2022 | Lee'd the Way              | Barb      | Largometraje |

Fuente: